# مختار حسبلاوي
مختار حسبلاوي (بخط التيفيناغ: ⵎⵓⵅⵜⴰⵔ ⵃⴻⵙⴱⴻⵍⵍⴰⵡⵉ) هو طبيب وسياسي جزائري من مواليد 21 سبتمبر 1963م في ولاية الجزائر العاصمة ووزير سابق للصحة والسكان وإصلاح المستشفيات ضمن حكومة تبون ثم حكومة أويحيى العاشرة.

## السيرة
كان ميلاد مختار حسبلاوي بتاريخ 21 سبتمبر 1963م، في الجزائر (مدينة) يتحدث اللغتين العربية والفرنسية 
وقد درس الطب بعد نيله شهادة البكالوريا ليتخصص بعد ذلك في طب الأنف والأذن والحنجرة.
وتدرج في الدراسات والأبحاث والمناصب إلى غاية حصوله على رتبة بروفيسور في الطب.
وقد شغل عدة مناصب ضمن المؤسسات الاستشفائية الجامعية في الجزائر.

## المسار المهني
| رقم | المنصب                                                                 | البداية         | النهاية         |
| --- | ---------------------------------------------------------------------- | --------------- | --------------- |
| 01  | رئيس المصلحة البيطرية ضمن المستشفى الجامعي في تيزي وزو                 | 15 ماي 2010م    | 5 سبتمبر 2012م  |
| 02  | رئيس المجلس العلمي في كلية الطب ضمن جامعة تيزي وزو                     | 5 سبتمبر 2012م  | 5 جويلية 2013م  |
| 03  | رئيس المجلس العلمي ضمن المستشفى الجامعي في تيزي وزو                    | 5 جويلية 2013م  | 15 سبتمبر 2015م |
| 04  | رئيس مصلحة طب الأنف والأذن والحنجرة ضمن المستشفى الجامعي في باب الوادي | 15 سبتمبر 2015م | 5 أفريل 2016م   |
| 05  | المدير العام في المعهد الوطني للصحة العمومية                           | 5 أفريل 2016م   | 15 جانفي 2017م  |
| 06  | رئيس مصلحة طب الأنف والأذن والحنجرة ضمن المستشفى الجامعي في باب الوادي | 15 جانفي 2017م  | 25 ماي 2017م    |
| 07  | وزير الصحة والسكان وإصلاح المستشفيات                                   | 25 ماي 2017م    | 15 أوت 2017م    |
| 08  | وزير الصحة والسكان وإصلاح المستشفيات                                   | 15 أوت 2017م    | 31 مارس 2019م   |